# Zschaschelwitz
Zschaschelwitz ist ein Ortsteil von Windischleuba im Landkreis Altenburger Land in Thüringen.

## Lage
Das Dorf liegt nordwestlich der Talsperre Windischleuba in der Pleißenaue nordöstlich von Altenburg und nordwestlich von Windischleuba. Die Bundesstraße 7 und die Bundesstraße 93  binden den Ortsteil verkehrsmäßig ein. Die Landschaft der Umgebung gehört zum lössbeeinflussten Hügelland um Altenburg und liegt am Rande der Leipziger Tieflandsbucht.

## Geschichte
Der Ort wurde 1181–1214 erstmals urkundlich erwähnt. Zschaschelwitz gehörte zum wettinischen Amt Altenburg, welches ab dem 16. Jahrhundert aufgrund mehrerer Teilungen im Lauf seines Bestehens unter der Hoheit folgender Ernestinischer Herzogtümer stand: Herzogtum Sachsen (1554 bis 1572), Herzogtum Sachsen-Weimar (1572 bis 1603), Herzogtum Sachsen-Altenburg (1603 bis 1672), Herzogtum Sachsen-Gotha-Altenburg (1672 bis 1826). Bei der Neuordnung der Ernestinischen Herzogtümer im Jahr 1826 kam der Ort wiederum zum Herzogtum Sachsen-Altenburg. Nach der Verwaltungsreform im Herzogtum gehörte er bezüglich der Verwaltung zum Ostkreis (bis 1900) bzw. zum Landratsamt Altenburg (ab 1900). Zschaschelwitz gehörte ab 1918 zum Freistaat Sachsen-Altenburg, der 1920 im Land Thüringen aufging. 1922 kam das Dorf zum Landkreis Altenburg.
Am 1. Juli 1950 erfolgte die Eingemeindung nach Windischleuba, mit dem der Ort 1952 zum Kreis Altenburg im Bezirk Leipzig, 1990 zum thüringischen Landkreis Altenburg und 1994 zum Landkreis Altenburger Land kam. 88 Personen lebten 2012 im Dorf.